# Noord-Meeuwenoord
Polder Noord-Meeuwenoord was een polder en waterschap in de gemeente Voorne aan Zee (voorheen gemeente Brielle), in de Nederlandse provincie Zuid-Holland.
Het waterschap was verantwoordelijk voor de waterhuishouding in de polder.